# فوري
فوري لتكنولوجيا البنوك والمدفوعات الإلكترونية (بالإنجليزية: Fawry) هي شركة مساهمة مصرية،أُنشئت في يونيو 2008 على يد رجل الأعمال أشرف صبري، تعمل في مجال التكنولوجيا المالية، المدفوعات الإلكترونية، المحافظ الإلكترونية، والتمويل، وتقدم الخدمات المالية للعملاء والشركات من خلال أكثر من 166,500 موقع داخل مصر، وفي 2019 أُدرجت الشركة في البورصة المصرية، وفي 2020 كانت فوري أول شركة ناشئة مصرية تنضم إلى عالم الشركات التي تخطت قيمتها السوقية مليار دولار.

## المساهمين
تتوزع نسب المساهمين في الشركة كالتالي:
| - ألفا أوريكس ليمتد (12.60%) - بنك مصر (10.037%) - صندوق المؤسسة المصرية الأمريكية (8.74%) - لينك هولندكو بي في (8.17%) - أكتيس مصر للمدفوعات موريشيوس المحدودة (6.29%) - البنك الأهلي المصري (6.23%) |  | - بلاك سبارو للاستثمارات طويلة الأجل (6.05%) - ريسبونسابيليتي للاستثمار (4.90%) - أشرف كامل موسي صبرى (2.15%) - ماجدة رأفت جندي حبيب (0.245%) - سيف الله قطري سعدي حسن قطري (0.029%) |

## الشركات التابعة
تمتلك شركة فوري نسبة مختلفة في عدة أنشطة وشركات هي:
| - فوري للأنظمة المتكاملة (99.90%) - فورى للتمويل متناهي الصغر (99.80%) - فوري للتمويل الاستهلاكي (75.00%) - فوري جولف (75.00%) - فوري بلس لخدمات البنوك (60.46%) - فوري لخدمات شركات السلع الاستهلاكية (50.90%) - فورى دهب للخدمات الإلكترونية (39.11%) |  | - وفرها دوت كوم (30.00%) - رودرز تكنولوجيز (30.00%) - تذكرة لتكنولوجيا المعلومات والحجز الإلكتروني (20.00%) - بوستا إنك (15.97%) - برينجر (9.90%) - بريمور (1.00%) - المنيوز (1.00%) |

## وصلات خارجية
- الموقع الرسمي